# Coppa del mondo di ciclocross 2022-2023
La Coppa del mondo di ciclocross 2022-2023, trentesima edizione della competizione, si è svolta in quattordici prove tra il 9 ottobre 2022 e il 29 gennaio 2023. Le gare erano riservate alle categorie maschili Elite, Under-23 e Juniores, e alle categorie femminili Elite/Under-23 (per tale categoria sono stilate separatamente la classifica Elite e la classifica Under-23) e Juniores.

## Punteggi
| Piazzamento | 1  | 2  | 3  | 4  | 5  | 6  | 7  | 8  | 9  | 10 | 11 | 12 | 13 | 14 | 15 | 16 | 17 | 18 | 19 | 20 | 21 | 22 | 23 | 24 | 25 |
| Punti       | 40 | 30 | 25 | 22 | 21 | 20 | 19 | 18 | 17 | 16 | 15 | 14 | 13 | 12 | 11 | 10 | 9  | 8  | 7  | 6  | 5  | 4  | 3  | 2  | 1  |

## Uomini Elite

### Risultati
| N. | Data        | Città        | Prova                      | Vincitore              | Leader della Cl. generale |
| -- | ----------- | ------------ | -------------------------- | ---------------------- | ------------------------- |
| 1  | 9 ottobre   | Waterloo     | Cyclo-Cross Collective Cup | Eli Iserbyt            | Eli Iserbyt               |
| 2  | 16 ottobre  | Fayetteville | FayetteCross               | Eli Iserbyt            | Eli Iserbyt               |
| 3  | 23 ottobre  | Tábor        | Cyklokros Tábor            | Eli Iserbyt            | Eli Iserbyt               |
| 4  | 30 ottobre  | Maasmechelen | Cyclocross Maasmechelen    | Laurens Sweeck         | Eli Iserbyt               |
| 5  | 13 novembre | Hilvarenbeek | Grote Prijs Beekse Bergen  | Laurens Sweeck         | Eli Iserbyt               |
| 6  | 20 novembre | Overijse     | Vlaamse Druivencross       | Michael Vanthourenhout | Eli Iserbyt               |
| 7  | 27 novembre | Hulst        | Vestingcross               | Mathieu van der Poel   | Laurens Sweeck            |
| 8  | 4 dicembre  | Anversa      | Scheldecross               | Mathieu van der Poel   | Laurens Sweeck            |
| 9  | 11 dicembre | Dublino      | Cyclocross Dublin          | Wout Van Aert          | Laurens Sweeck            |
| 10 | 17 dicembre | Val di Sole  | Ciclocross Val di Sole     | Michael Vanthourenhout | Laurens Sweeck            |
| 11 | 26 dicembre | Gavere       | Cyclocross Gavere          | Mathieu van der Poel   | Laurens Sweeck            |
| 12 | 8 gennaio   | Zonhoven     | Cyclocross Zonhoven        | Wout Van Aert          | Laurens Sweeck            |
| 13 | 22 gennaio  | Benidorm     | CX Benidorm Costa Blanca   | Mathieu van der Poel   | Laurens Sweeck            |
| 14 | 29 gennaio  | Besançon     | Cyclo-cross de Besançon    | Mathieu van der Poel   | Laurens Sweeck            |

### Classifica generale (Top 10)
Classifica dopo 14 prove.
| Pos. | Corridore              | Squadra                | WAT | FAY | TAB | MAA | BEE | OVE | HUL | ANT | DUB | VdS  | GAV | ZON | BEN  | BES | Punti |
| ---- | ---------------------- | ---------------------- | --- | --- | --- | --- | --- | --- | --- | --- | --- | ---- | --- | --- | ---- | --- | ----- |
| 1    | Laurens Sweeck         | Crelan-Fristads        | 2   | 2   | 4   | 1   | 1   | 4   | 2   | 4   | 2   | 4    | 6   | 3   | 4    | 2   | 385   |
| 2    | Michael Vanthourenhout | Pauwels Sauzen-Bingoal | 4   | 3   | 3   | 4   | 3   | 1   | 6   | 3   | 5   | 1    | 4   | 4   | Rit. |     | 309   |
| 3    | Eli Iserbyt            | Pauwels Sauzen-Bingoal | 1   | 1   | 1   | 3   | 5   | 7   | 3   | 6   | 7   | Rit. |     |     | 3    | 10  | 290   |
| 4    | Lars van der Haar      | Baloise Trek Lions     | 3   |     | 2   | 2   | 2   | 3   | 4   | 5   | 4   |      | 5   | 6   | 7    |     | 265   |
| 5    | Niels Vandeputte       | Alpecin-Deceuninck     | 8   | 7   | 7   | 5   | 7   | 15  | 11  | 9   | 17  | 2    | 13  | 7   | 8    | 5   | 249   |
| 6    | Mathieu van der Poel   | Alpecin-Deceuninck     |     |     |     |     |     |     | 1   | 1   |     | 8    | 1   | 2   | 1    | 1   | 248   |
| 7    | Kevin Kuhn             | Tormans CX Team        |     |     | 8   | 6   | 15  | 10  | 10  | 13  | 11  | 3    | 21  | 9   | 6    | 7   | 195   |
| 8    | Toon Vandebosch        | Alpecin-Deceuninck     | 17  | 9   | 20  | 9   | 11  | 12  | 9   | 23  | 14  | 13   | 8   | 17  | 11   | 13  | 178   |
| 9    | Wout Van Aert          | Jumbo-Visma            |     |     |     |     |     |     |     | 2   | 1   |      | 2   | 1   | 2    |     | 170   |
| 10   | Jens Adams             | Chocovit Cycling Team  |     |     | 6   | 8   | 10  | 9   | 8   | 7   | 6   | 28   | 12  | 8   | Rit. |     | 160   |

## Donne Elite/Under 23

### Risultati
| N. | Data        | Città        | Prova                      | Vincitrice         | Leader della Cl. generale |
| -- | ----------- | ------------ | -------------------------- | ------------------ | ------------------------- |
| 1  | 9 ottobre   | Waterloo     | Cyclo-Cross Collective Cup | Fem van Empel      | Fem van Empel             |
| 2  | 16 ottobre  | Fayetteville | FayetteCross               | Fem van Empel      | Fem van Empel             |
| 3  | 23 ottobre  | Tábor        | Cyklokros Tábor            | Fem van Empel      | Fem van Empel             |
| 4  | 30 ottobre  | Maasmechelen | Cyclocross Maasmechelen    | Fem van Empel      | Fem van Empel             |
| 5  | 13 novembre | Hilvarenbeek | Grote Prijs Beekse Bergen  | Shirin van Anrooij | Fem van Empel             |
| 6  | 20 novembre | Overijse     | Vlaamse Druivencross       | Puck Pieterse      | Fem van Empel             |
| 7  | 27 novembre | Hulst        | Vestingcross               | Puck Pieterse      | Fem van Empel             |
| 8  | 4 dicembre  | Anversa      | Scheldecross               | Fem van Empel      | Fem van Empel             |
| 9  | 11 dicembre | Dublino      | Cyclocross Dublin          | Fem van Empel      | Fem van Empel             |
| 10 | 17 dicembre | Val di Sole  | Ciclocross Val di Sole     | Puck Pieterse      | Fem van Empel             |
| 11 | 26 dicembre | Gavere       | Cyclocross Gavere          | Shirin van Anrooij | Fem van Empel             |
| 12 | 8 gennaio   | Zonhoven     | Cyclocross Zonhoven        | Shirin van Anrooij | Fem van Empel             |
| 13 | 22 gennaio  | Benidorm     | CX Benidorm Costa Blanca   | Fem van Empel      | Fem van Empel             |
| 14 | 29 gennaio  | Besançon     | Cyclo-cross de Besançon    | Puck Pieterse      | Fem van Empel             |

### Classifica generale Elite (Top 10)
Classifica dopo 14 prove.
| Pos. | Corridore                  | Squadra                | WAT | FAY | TAB | MAA | BEE | OVE | HUL | ANT | DUB | VdS  | GAV | ZON | BEN | BES | Punti |
| ---- | -------------------------- | ---------------------- | --- | --- | --- | --- | --- | --- | --- | --- | --- | ---- | --- | --- | --- | --- | ----- |
| 1    | Fem van Empel              | Pauwels Sauzen-Bingoal | 1   | 1   | 1   | 1   | 2   | 2   | 2   | 1   | 1   | Rit. |     | 3   | 1   |     | 395   |
| 2    | Puck Pieterse              | Alpecin-Deceuninck     |     |     | 2   | 2   | 3   | 1   | 1   | 2   | 2   | 1    | 3   | 2   | 2   | 1   | 390   |
| 3    | Shirin van Anrooij         | Baloise Trek Lions     |     |     | 7   | 3   | 1   | 3   | 3   | 3   |     |      | 1   | 1   | 3   |     | 264   |
| 4    | Inge van der Heijden       | Team 777               | 6   | 5   | 8   | 7   | 11  | 9   | 8   | 5   | 4   |      | 10  | 6   | 12  | 3   | 246   |
| 5    | Ceylin del Carmen Alvarado | Alpecin-Deceuninck     | 2   | 6   | 6   | 9   | 4   | 5   | 4   |     |     | 2    |     | 5   |     |     | 203   |
| 6    | Denise Betsema             | Pauwels Sauzen-Bingoal | 4   | 4   | 4   | 4   | 10  | 10  | 12  | 4   | 3   |      |     |     |     | 8   | 199   |
| 7    | Lucinda Brand              | Baloise Trek Lions     | 3   | 2   |     |     | 7   | 4   | 5   |     |     |      | 2   | 4   | 5   |     | 190   |
| 8    | Marie Schreiber            | Tormans CX Team        |     |     | 10  | 12  | 8   | 15  | 11  | 9   | 5   | 6    | 17  | 16  | 15  | 6   | 182   |
| 9    | Manon Bakker               | Crelan-Fristads        | 9   | 11  |     | 20  | 13  | 39  | 16  | 6   | 6   | 3    | 8   |     | 13  | 7   | 176   |
| 10   | Annemarie Worst            | Team 777               | 5   | 3   | 3   | 17  |     |     |     |     |     |      | 7   | 7   | 6   | 2   | 168   |

### Classifica generale Under 23 (Top 10)
Classifica dopo 14 prove.
| Pos. | Corridore          | Squadra                     | WAT | FAY | TAB | MAA | BEE | OVE | HUL | ANT  | DUB | VdS | GAV | ZON | BEN | BES | Punti |
| ---- | ------------------ | --------------------------- | --- | --- | --- | --- | --- | --- | --- | ---- | --- | --- | --- | --- | --- | --- | ----- |
| 1    | Shirin van Anrooij | Baloise Trek Lions          |     |     | 7   | 3   | 1   | 3   | 3   | 3    |     |     | 1   | 1   | 3   |     | 264   |
| 2    | Marie Schreiber    | Tormans CX Team             |     |     | 10  | 12  | 8   | 15  | 11  | 9    | 5   | 6   | 17  | 16  | 15  | 6   | 182   |
| 3    | Line Burquier      | Canyon CLLCTV               |     |     | 13  | 10  |     | 13  | 9   | 11   |     |     | 11  | 9   | 8   | 15  | 135   |
| 4    | Zoe Bäckstedt      | EF Education-Tibco-SVB      |     |     |     | 22  | 22  | 11  |     |      |     |     | 4   | 17  | 7   | 4   | 95    |
| 5    | Amandine Fouquenet | Arkea Pro Cycling Team      |     |     |     | 11  | 17  | 12  | 17  | 13   |     |     | 13  | 22  | 17  | 17  | 95    |
| 6    | Kristýna Zemanová  | Brilon Racing Team          |     |     | 14  | 13  |     |     |     | Rit. |     | 10  | 26  | 25  |     | 13  | 55    |
| 7    | Leonie Bentveld    | Pauwels Sauzen-Bingoal      |     |     | 19  | 23  | 12  | 24  | 15  | 16   |     |     |     | 26  |     |     | 47    |
| 8    | Fleur Moors        | Belgio                      |     |     |     |     |     |     |     | 18   | 10  | 13  |     |     |     |     | 37    |
| 9    | Madigan Munro      | Trek Factory Racing         | 9   |     |     |     |     |     |     |      |     |     | 12  |     |     | 24  | 33    |
| 10   | Ava Holmgren       | Stimulus Orbea Cycling Team | 15  | 14  |     |     |     |     |     |      |     |     | 50  |     |     |     | 23    |

## Uomini Under 23

### Risultati
| N. | Data       | Città        | Prova                    | Vincitore        | Leader della Cl. generale |
| -- | ---------- | ------------ | ------------------------ | ---------------- | ------------------------- |
| 1  | 23 ottobre | Tábor        | Cyklokros Tábor          | Thibau Nys       | Thibau Nys                |
| 2  | 30 ottobre | Maasmechelen | Cyclocross Maasmechelen  | Thibau Nys       | Thibau Nys                |
| 3  | 8 gennaio  | Zonhoven     | Cyclocross Zonhoven      | Thibau Nys       | Thibau Nys                |
| 4  | 22 gennaio | Benidorm     | CX Benidorm Costa Blanca | Thibau Nys       | Thibau Nys                |
| 5  | 29 gennaio | Besançon     | Cyclo-cross de Besançon  | Tibor Del Grosso | Thibau Nys                |

### Classifica generale (Top 10)
Solo i 4 migliori risultati di ogni atleta sono tenuti in considerazione per la classifica.
| Pos. | Corridore        | Squadra     | TAB | MAA | ZON | BEN | BES | Punti |
| ---- | ---------------- | ----------- | --- | --- | --- | --- | --- | ----- |
| 1    | Thibau Nys       | Belgio      | 1   | 1   | 1   | 1   |     | 160   |
| 2    | Tibor Del Grosso | Paesi Bassi | 11  | 6   | 3   | 2   | 1   | 115   |
| 3    | Witse Meeussen   | Belgio      | 15  | 3   | 2   | 5   | 2   | 106   |
| 4    | Jente Michels    | Belgio      | 2   | 4   | 4   | 4   | 37  | 96    |
| 5    | Emiel Verstrynge | Belgio      | 3   | 7   | 9   | 3   | 3   | 94    |
| 6    | Joran Wyseure    | Belgio      | 4   | 8   | 5   | 6   | 4   | 85    |
| 7    | Davide Toneatti  | Italia      | 9   | 11  | 15  | 7   | 7   | 70    |
| 8    | David Haverdings | Paesi Bassi | 8   | 5   | 10  | 14  |     | 67    |
| 9    | Arne Baers       | Belgio      | 12  | 9   | 14  | 9   | 13  | 61    |
| 10   | Danny van Lierop | Paesi Bassi | 10  | 22  | 13  | 16  | 6   | 59    |

## Uomini Junior

### Risultati
| N. | Data       | Città        | Prova                    | Vincitore            | Leader della Cl. generale |
| -- | ---------- | ------------ | ------------------------ | -------------------- | ------------------------- |
| 1  | 23 ottobre | Tábor        | Cyklokros Tábor          | Léo Bisiaux          | Léo Bisiaux               |
| 2  | 30 ottobre | Maasmechelen | Cyclocross Maasmechelen  | Guus van den Eijnden | Léo Bisiaux               |
| 3  | 8 gennaio  | Zonhoven     | Cyclocross Zonhoven      | Léo Bisiaux          | Léo Bisiaux               |
| 4  | 22 gennaio | Benidorm     | CX Benidorm Costa Blanca | Yordi Corsus         | Léo Bisiaux               |
| 5  | 29 gennaio | Besançon     | Cyclo-cross de Besançon  | Seppe Van Den Boer   | Léo Bisiaux               |

### Classifica generale (Top 10)
Solo i 4 migliori risultati di ogni atleta sono tenuti in considerazione per la classifica.
| Pos. | Corridore            | Squadra         | TAB | MAA | ZON  | BEN | BES  | Punti |
| ---- | -------------------- | --------------- | --- | --- | ---- | --- | ---- | ----- |
| 1    | Léo Bisiaux          | Francia         | 1   | 2   | 1    | 7   | 52   | 129   |
| 2    | Yordi Corsus         | Belgio          | 4   |     | 2    | 1   | 6    | 112   |
| 3    | Viktor Vandenberghe  | Belgio          | 3   | 3   | 7    | 3   | 2    | 105   |
| 4    | Seppe Van Den Boer   | Belgio          | 15  | 15  | 4    | 2   | 1    | 103   |
| 5    | Guus van den Eijnden | Paesi Bassi     | 8   | 1   | 3    | 6   |      | 103   |
| 6    | Václav Ježek         | Repubblica Ceca | 2   | 7   | 12   | 21  | 12   | 77    |
| 7    | Andrew August        | Stati Uniti     | 10  | 4   | Rit. | 4   | 4    | 77    |
| 8    | Senna Remijn         | Paesi Bassi     | 45  | 6   | 16   | 5   | 3    | 76    |
| 9    | Wies Nuyens          | Belgio          | 11  | 11  | 6    | 9   | 4    | 74    |
| 10   | Floris Haverdings    | Paesi Bassi     | 13  | 10  | 10   | 8   | Rit. | 63    |

## Donne Junior

### Risultati
| N. | Data       | Città        | Prova                    | Vincitrice        | Leader della Cl. generale |
| -- | ---------- | ------------ | ------------------------ | ----------------- | ------------------------- |
| 1  | 23 ottobre | Tábor        | Cyklokros Tábor          | Lauren Molengraaf | Lauren Molengraaf         |
| 2  | 30 ottobre | Maasmechelen | Cyclocross Maasmechelen  | Lauren Molengraaf | Lauren Molengraaf         |
| 3  | 8 gennaio  | Zonhoven     | Cyclocross Zonhoven      | Lauren Molengraaf | Lauren Molengraaf         |
| 4  | 22 gennaio | Benidorm     | CX Benidorm Costa Blanca | Lauren Molengraaf | Lauren Molengraaf         |
| 5  | 29 gennaio | Besançon     | Cyclo-cross de Besançon  | Ava Holmgren      | Lauren Molengraaf         |

### Classifica generale (Top 10)
Solo i 4 migliori risultati di ogni atleta sono tenuti in considerazione per la classifica.
| Pos. | Corridore               | Squadra     | TAB | MAA | ZON | BEN | BES | Punti |
| ---- | ----------------------- | ----------- | --- | --- | --- | --- | --- | ----- |
| 1    | Lauren Molengraaf       | Paesi Bassi | 1   | 1   | 1   | 1   |     | 160   |
| 2    | Ava Holmgren            | Canada      | 4   | 3   | 4   | 3   | 1   | 112   |
| 3    | Isabella Holmgren       | Canada      | 8   | 11  | 3   | 2   | 3   | 98    |
| 4    | Célia Gery              | Francia     | 5   | 5   | 2   | 4   | 4   | 95    |
| 5    | Fleur Moors             | Belgio      | 3   | 2   | 7   | 7   |     | 93    |
| 6    | Xaydee Van Sinaey       | Belgio      | 6   | 6   | 12  | 8   | 2   | 88    |
| 7    | Valentina Corvi         | Italia      | 17  | 9   | 5   | 5   | 9   | 76    |
| 8    | Lore De Schepper        | Belgio      | 11  | 19  | 6   | 10  | 8   | 69    |
| 9    | Federica Venturelli     | Italia      | 7   |     | 20  | 6   | 5   | 66    |
| 10   | Vida Lopez de San Roman | Stati Uniti | 12  | 7   | 9   |     | 12  | 64    |